# Amath M'Baye
Amadou-Amath M'Baye (Bordeaux, 14 dicembre 1989) è un cestista francese di ruolo ala grande.

## Carriera
Con la Francia ha disputato i Campionati mondiali del 2019 e i Campionati europei del 2022.

## Statistiche

### College
| Anno      | Squadra          | PG | PT | MP   | TC%  | 3P%  | TL%  | RP  | AP  | PRP | SP  | PP   |
| --------- | ---------------- | -- | -- | ---- | ---- | ---- | ---- | --- | --- | --- | --- | ---- |
| 2009-2010 | Wyoming Cowboys  | 21 | 0  | 19,9 | 46,3 | 11,1 | 54,8 | 3,2 | 0,5 | 0,5 | 0,9 | 5,6  |
| 2010-2011 | Wyoming Cowboys  | 31 | 31 | 30,3 | 47,5 | 16,3 | 67,0 | 5,7 | 0,7 | 0,7 | 0,9 | 12,0 |
| 2012-2013 | Oklahoma Sooners | 32 | 32 | 25,0 | 46,1 | 27,9 | 75,0 | 5,2 | 0,8 | 0,7 | 0,8 | 10,1 |
| Carriera  | Carriera         | 84 | 63 | 25,7 | 46,8 | 20,0 | 66,0 | 4,9 | 0,7 | 0,7 | 0,9 | 9,7  |

### Eurolega
| Anno      | Squadra        | PG | PT | MP   | TC%  | 3P%   | TL%  | RP  | AP  | PRP | SP  | PP  |
| --------- | -------------- | -- | -- | ---- | ---- | ----- | ---- | --- | --- | --- | --- | --- |
| 2017-2018 | Olimpia Milano | 30 | 10 | 17,7 | 46,3 | 37,9  | 79,1 | 2,0 | 0,9 | 0,4 | 0,1 | 6,1 |
| 2022-2023 | Anadolu Efes   | 33 | 15 | 21,5 | 52,1 | 51,7* | 85,0 | 2,8 | 0,5 | 0,3 | 0,3 | 7,0 |
| Carriera  | Carriera       | 63 | 25 | 19,7 | 49,3 | 45,8  | 81,9 | 2,4 | 0,7 | 0,3 | 0,2 | 6,6 |

## Palmarès

### Squadra
- Campionato italiano: 1

Olimpia Milano: 2017-2018
- Campionato turco: 1

Anadolu Efes: 2022-2023
- VTB United League: 2

CSKA Mosca: 2023-2024, 2024-2025
- Supercoppa italiana: 1

Olimpia Milano: 2017
- Coppa del Presidente: 1

Anadolu Efes: 2022
- Supercoppa VTB United League: 1

CSKA Mosca: 2024
- Basketball Champions League: 1

Virtus Bologna: 2018-2019

### Individuale
- Basketball Champions League Second Best Team

Virtus Bologna: 2018-2019